# 後龍交流道 (台61線)
24°36′41″N 120°45′38″E / 24.611476°N 120.760549°E
後龍交流道位於臺灣後龍鎮，為臺灣台61線指標105公里處的交流道，交流道型式為部份苜蓿葉AB型，在1996年7月26日通車，地點恰為台6線、縣道119號等兩公路起點，可前往國道三號之後龍交流道。
|  | 105 後龍 |  | 苗栗 後龍交流道 |

## 外部連結
- 台61線後龍交流道示意圖 （页面存档备份，存于）（交通部公路總局）